# Lars Løkke Rasmussen
Lars Løkke Rasmussen (* 15. května 1964, Vejle, Dánsko) je dánský politik, lídr dánské středo-pravé strany Venstre a v letech 2009–2011 a 2015–2019 předseda vlády Dánska.
Mezi roky 2001–2009 byl ministrem ve třech vládách premiéra Anderse Fogha Rasmussena, v poslední z nich jako ministr financí.

## Volby 2015
Rasmussen byl volebním lídrem strany Venstre v parlamentních volbách 2015. V úhrnném součtu hlasů se Venstre umístila na třetí pozici a Rasmussen získal možnost sestavit novou vládu. Premiérem byl jmenován 28. června 2015.